# Arboreto y Jardín Botánico Mercer
El Arboreto y Jardín Botánico Mercer (en inglés : Mercer Arboretum and Botanic Gardens), es un arboreto y jardín botánico de más de 300 acres de extensión, especializado en plantas nativas de Texas. 
Es de administración del condado con la colaboración de la asociación sin ánimo de lucro « The Mercer Society ». 
Se ubica en el condado de Harris (Texas, Estados Unidos).

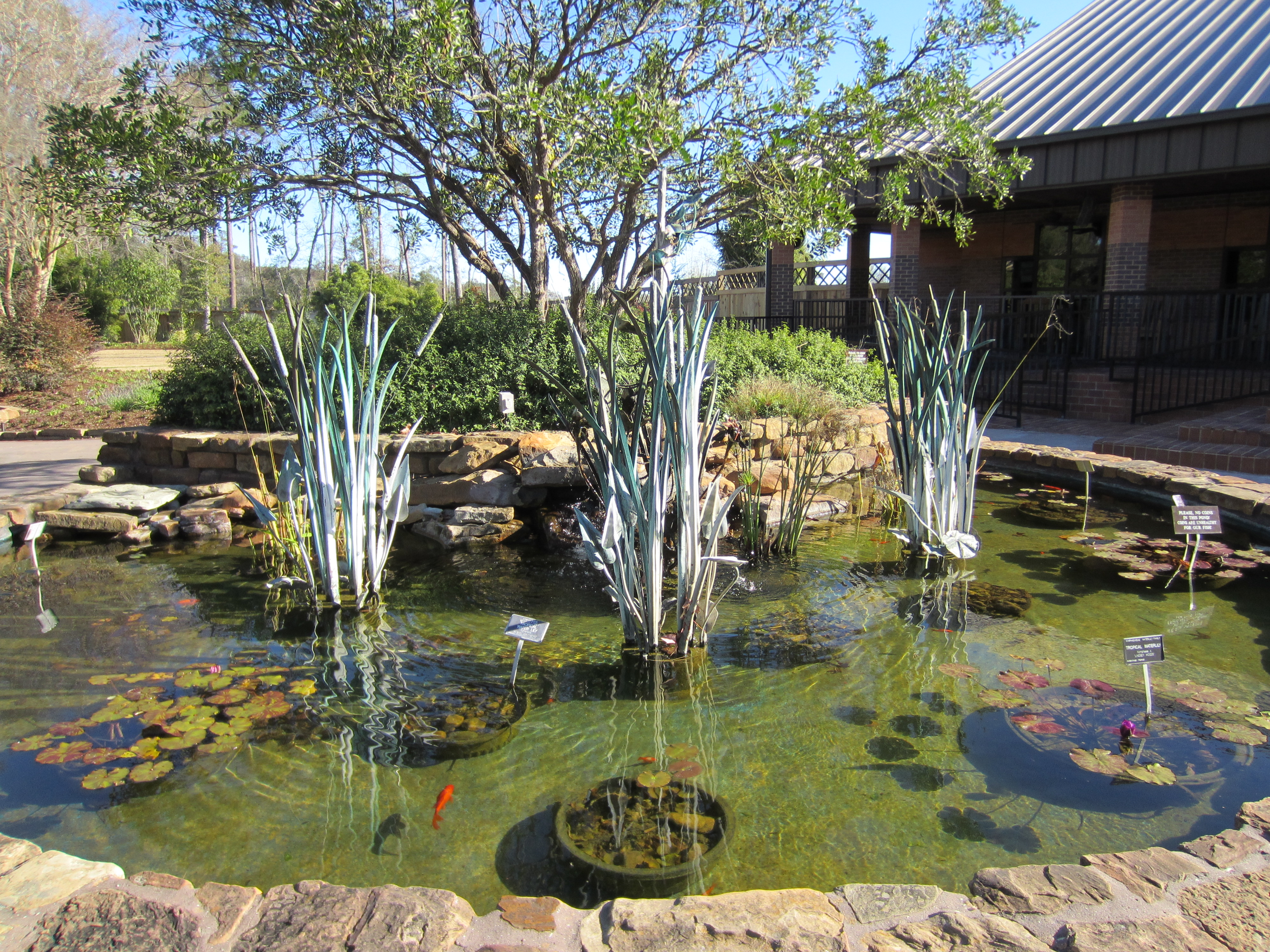
Estanque con Koi en la entrada del Mercer Arboretum.

## Localización
Se encuentra situado a lo largo del "Cypress Creek".
Mercer Arboretum and Botanic Gardens, 2306 Aldine Westfield Road, unincorporated Harris County, Texas TX 2306, United States of America-Estados Unidos de América.
Planos y vistas satelitales.30°2′16.8″N 95°22′52.32″O / 30.038000, -95.3812000
El jardín está abierto todos los días del año y la entrada es gratuita.

## Historia
A finales de 1940, Thelma y Charles Mercer compraron una finca de 14.5 acres junto a arroyo "Cypress Creek". Thelma era una apasionada horticultora y junto con Charles hicieron inicialmente una deforestación selectiva para preparar el suelo para cultivar sus árboles nativos favoritos, incluyendo cornejos, viburnos, algunas especies de espinos blancos, además de camelias. 
También introdujeron numerosas especies de plantas exóticas, tales como alcanforeros, Gingko biloba, Bauhinias, árboles orquídea, celindos y árboles tung, que aun actualmente crecen en el parque.
En 1974, los Mercer convencieron al condado de Harris de que compraran el terreno original de 14.5 acres, con la condición de que fuera preservado como una instalación hortícola y educativa abierta a todo el público.
Más tarde un grupo de jardineros de la comunidad, interesados en el desarrollo de Mercer como instalación botánica, formaron un grupo sin fines de lucro denominado "Mercer Arboretum Advisory Committee" (MAAC). 
En 1984, se adquirió un terreno aledaño de 200 acres. En 1993 se adquirieron 38 acres más. Varias donaciones y otras adquisiciones de terreno llevaron la superficie total del parque a más de 300 acres.
En el 2000, la organización cambió su nombre a "The Mercer Society" y sus miembros colaboran con los objetivos dl Arboreto y Jardín Botánico Mercer.

## Colecciones
El arboreto y los jardín botánico están separados por la carretera "Aldine Westfield Road". 
En el lado este se encuentra el jardín botánico con más de 20 acres con:
- Jardín de azaleas.
- Colección de bambús con más de 30 especies tanto de las de formaciones densas como de las más abiertas.
- Plantas anuales de flor.
- Colección de lirios.
- Especies de plantas en peligro de extinción.
- Colección de helechos.
- Jengibres
- Colección de hierbas
- Colección de aceres.
- Colección de robles.
- Colección de parras.
- Jardín prehistórico
- Rocalla
- Colección de Salvias
- Plantas tropicales.

En el lado este, también encontramos un sistema de senderos con más de 3 millas (4.8 km), "Remembrance Walk", para recordatorios y homenajes, estanques con cipreses calvos, un centro de visitantes, un patio.
Algunas vistas del "Arboreto y Jardín Botánico Mercer".

Detalles
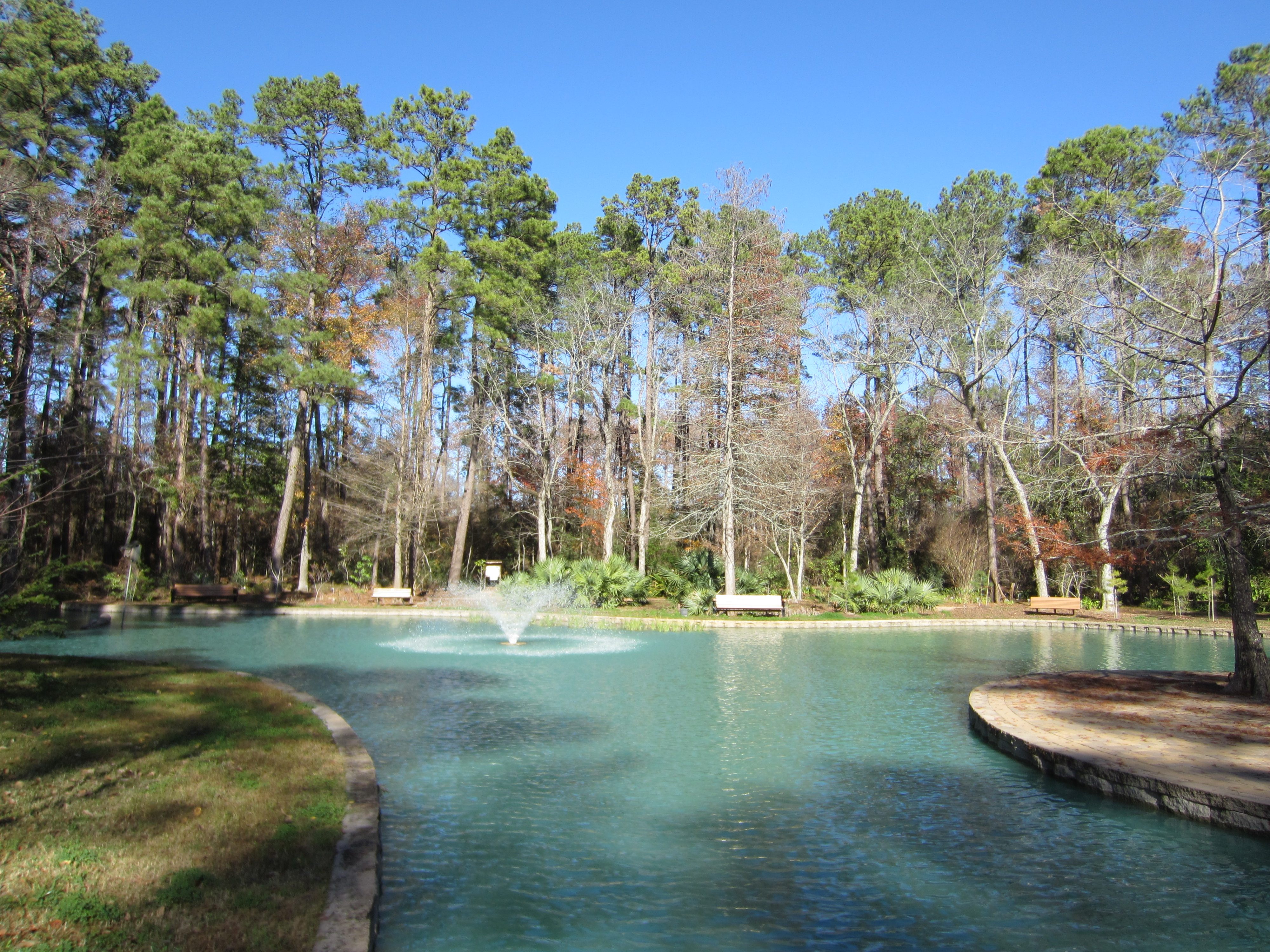
El lago del Mercer Arboretum.
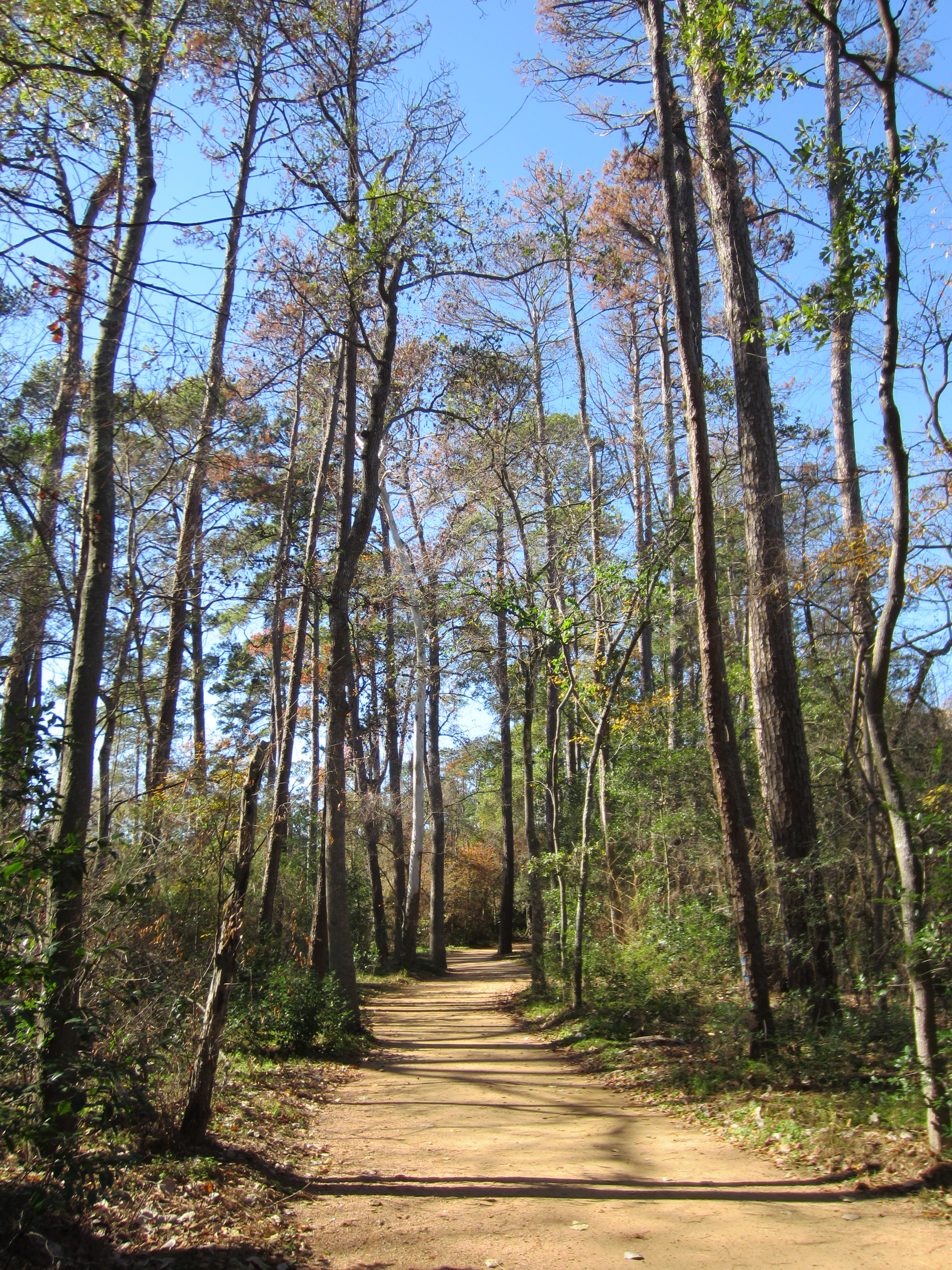
Sendero en el arboreto.
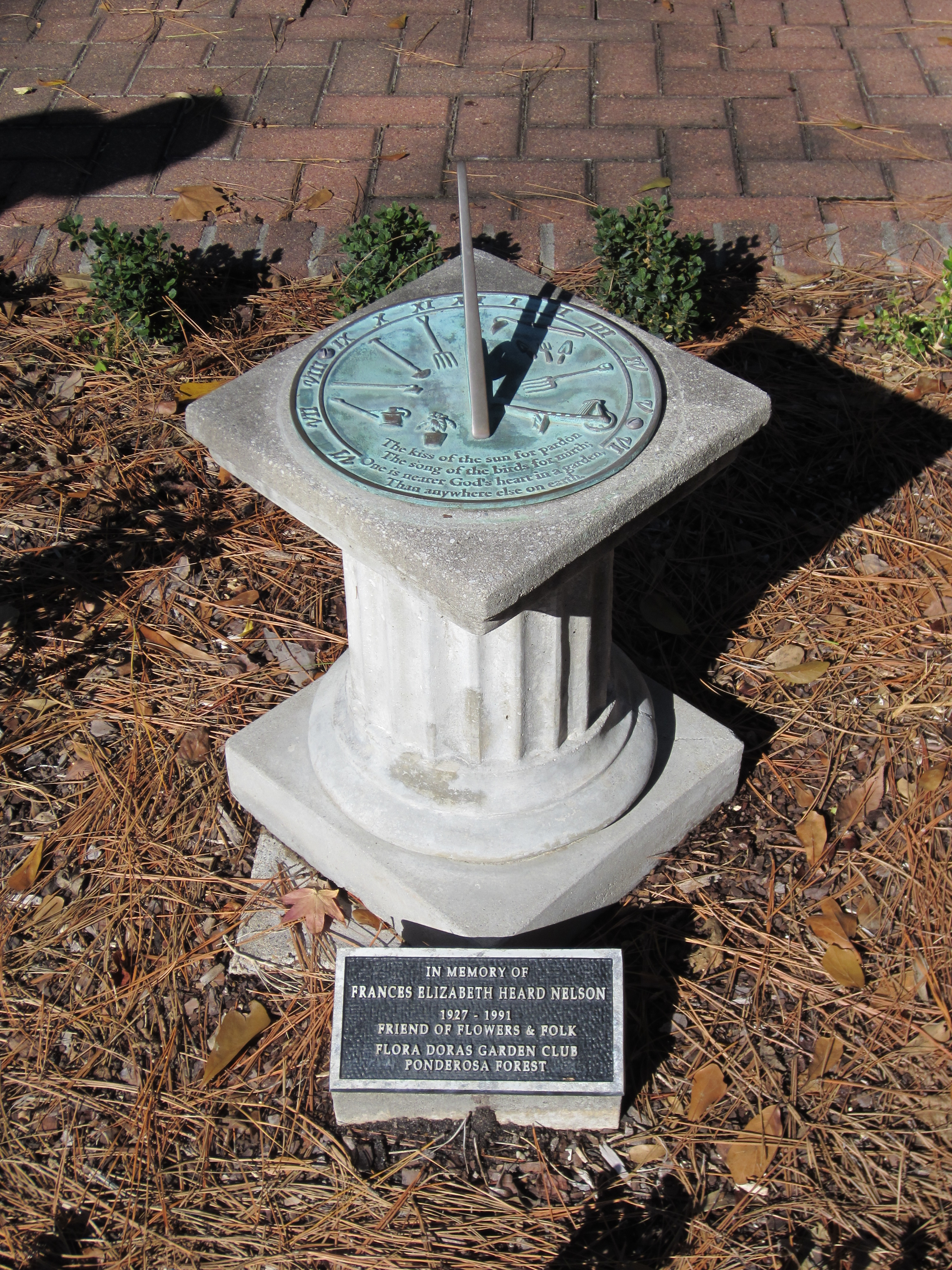
Reloj de sol en el Mercer Arboretum.
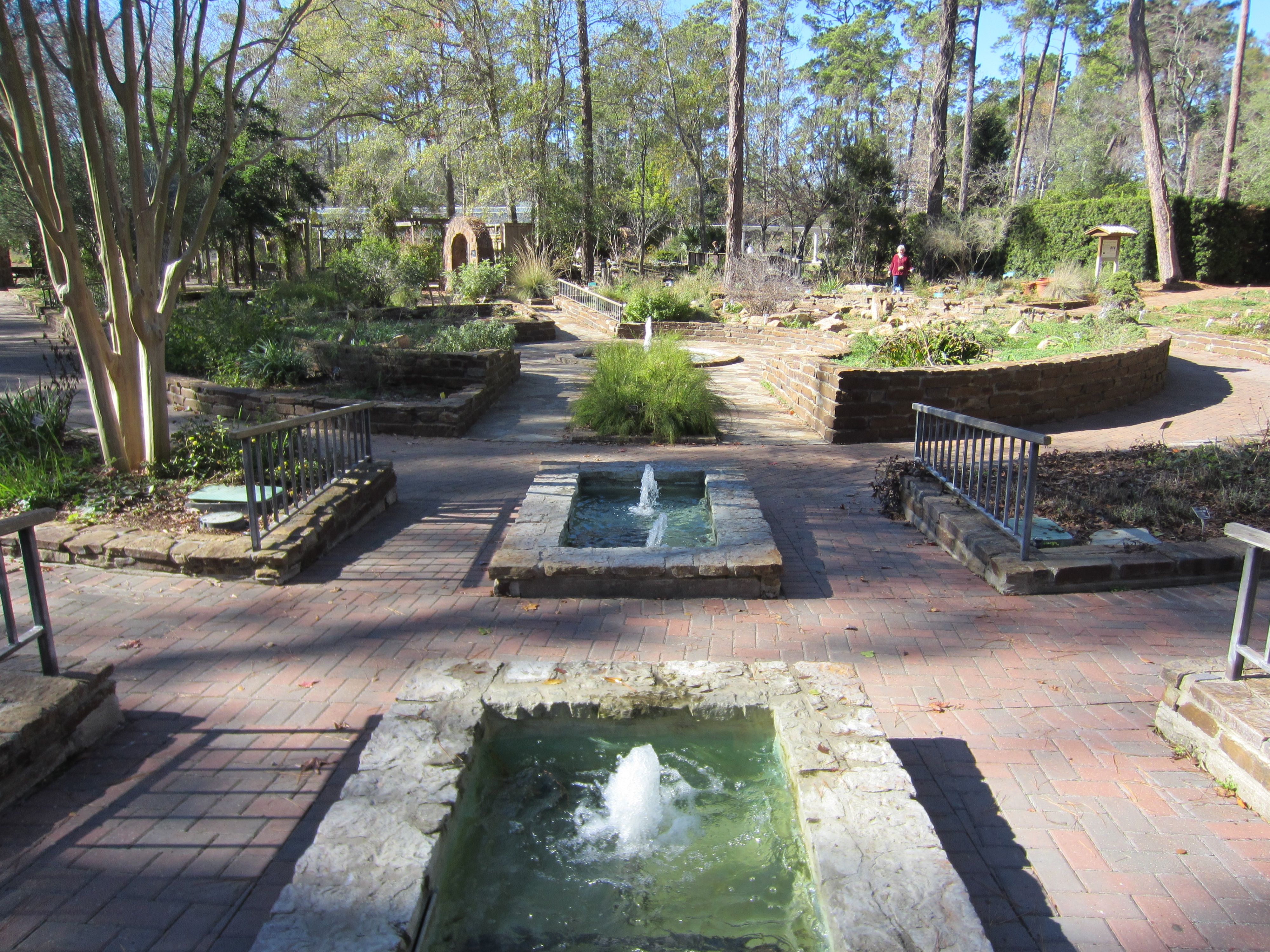
Fuentes.
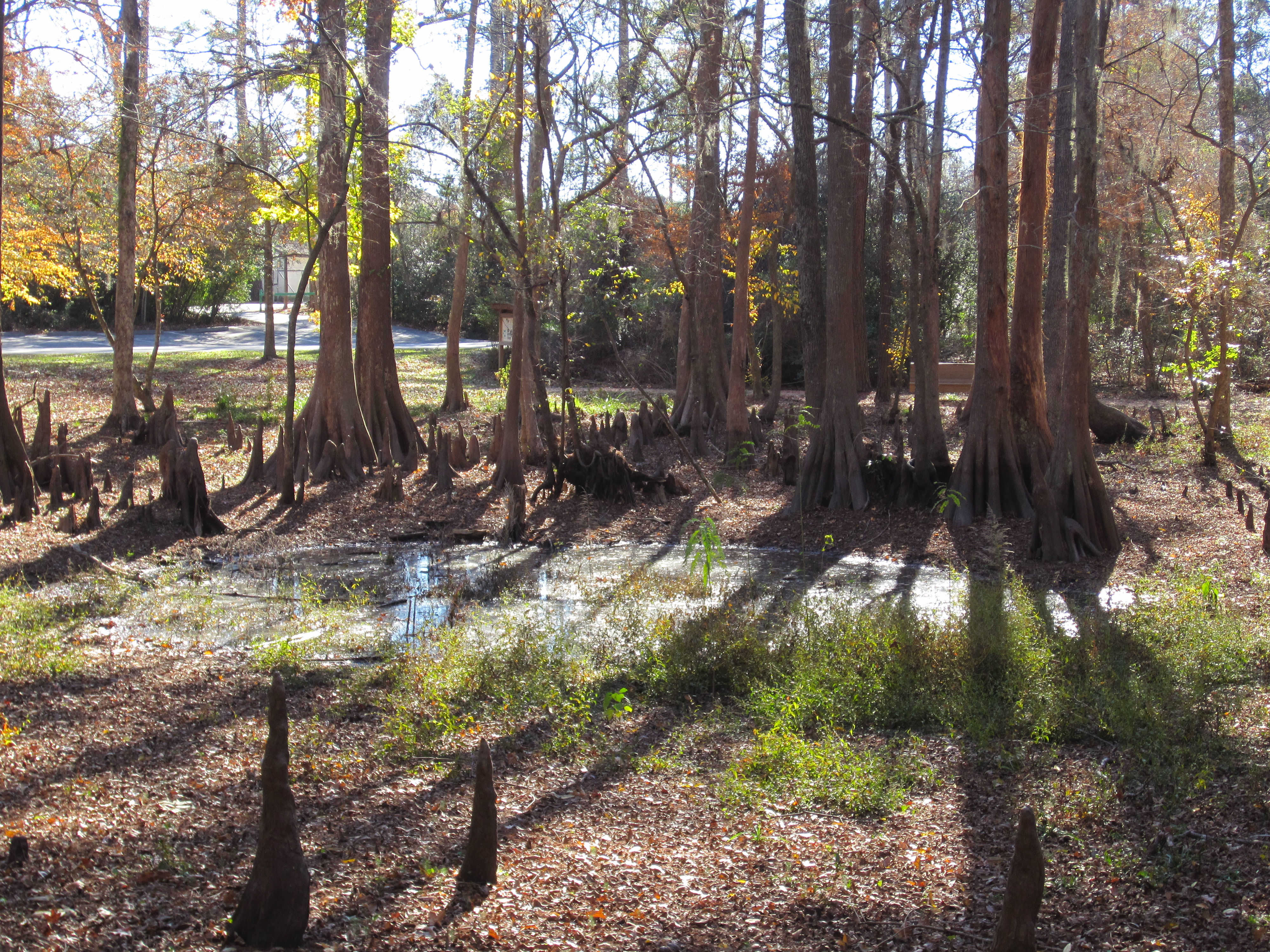
Neumatóforos del ciprés calvo (Taxodium distichum).